# LIMS
LIMS (сокр. от англ. Laboratory Information Management System, система управления лабораторной информацией) — программное обеспечение, предназначенное для управления лабораторными потоками работ и документов. Оно оптимизирует сбор, анализ, возврат и отчетность лабораторных данных. Часто применяется вместе с MES-системами, особенно в фармацевтической и пищевой промышленности.
Русскоязычным вариантом данного термина является ЛИС, что расшифровывается как «лабораторная информационная система» или ЛИУС («лабораторная информационно-управляющая система»).
Назначением ЛИС является получение достоверной информации по результатам испытаний и оптимизации управления этой информацией с целью её использования для принятия корректных своевременных управленческих решений.
Основные функциональные возможности ЛИС:
- Регистрация и идентификация образцов, поступающих в лабораторию (для ЛИС медицинского назначения — регистрация и идентификация образцов биоматериалов пациентов).
- Управление заданиями на проведение исследования. Поддержка ручных методик проведения исследований и взаимодействие с лабораторным оборудованием (анализаторами) в части формирования заданий для анализаторов и получения результатов исследований.
- Обработка и доставка результатов (верификация, печать, передача в другие системы и т. д. полученных результатов исследований).

Наиболее часто встречающимися дополнительными функциональными возможностями ЛИС являются:
- Внутренний контроль качества.
- Управление взаимодействием с клиентами (стоимость услуг по проведению исследований, управление договорными взаимоотношениями (ОМС, ДМС и т. д.), взаимодействие с фискальными регистраторами).
- Управление складскими запасами (расходные материалы и реагенты, контроль запасов и сроков годности).
- Управление лабораторным оборудованием, в части подтверждения его поверок и общего контроля состояния.
- Управление персоналом, в части подтверждения квалификации, прохождения курсов и допусков.